# AFC Champions League 2022
L'AFC Champions League 2022 è stata la 41ª edizione della massima competizione calcistica per club dell'Asia. Il torneo è iniziato l'8 marzo 2022 e si è concluso il 6 maggio 2023.
L'Urawa Reds ha vinto la competizione per la terza volta nella storia.

## Squadre partecipanti
I posti verranno suddivisi tra le prime 12 federazioni in ogni regione secondo la classifica AFC (purché soddisfino i criteri della AFC Champions League) secondo la seguente tabella:
| Posizione della federazione in base al coefficiente AFC per nazioni | Posizione della federazione in base al coefficiente AFC per nazioni | Numero di squadre partecipanti |
| Ovest                                                               | Est                                                                 | Numero di squadre partecipanti |
| ------------------------------------------------------------------- | ------------------------------------------------------------------- | ------------------------------ |
| 1-4                                                                 | 1-4                                                                 | 4                              |
| 5                                                                   | 5                                                                   | 3                              |
| 6                                                                   | 6                                                                   | 2                              |
| 7-12                                                                | 7-12                                                                | 1                              |

I vincitori della AFC Champions League 2021 e della Coppa dell'AFC 2021 avevano un posto garantito per i play-off; tuttavia questi posti non sono stati utilizzati perché il vincitore della Champions League era già qualificato alla fase a gironi tramite il suo campionato mentre il vincitore della Coppa dell'AFC non ha soddisfatto i requisiti per partecipare alla manifestazione.
Il numero massimo di slot per ciascuna federazione è un terzo del numero totale di squadre nella massima divisione di quello stato. Se un'associazione rinuncia ai suoi slot per la fase a gironi, questi sono ridistribuiti in base al coefficiente AFC, con ogni associazione limitata a un massimo di tre slot per i gironi. Se una qualsiasi associazione rinuncia ai suoi slot per i play-off, questi non vengono ridistribuiti a nessun'altra associazione.
|                             |                             | Squadre che accedono nel turno | Squadre provenienti dal turno precedente |
| --------------------------- | --------------------------- | --- | --- |
| Turno preliminare           | Est                         | - retrocessi dai play-off Est: - 2 campioni dalle federazioni 6, 12 - 1 campione dalla federazione 6 - 1 vincitore della coppa dalla federazione 5 | |
| Play-off                    | Est                         | - 2 seconde classificate dalle federazioni 3-4 - 3 terze classificate dalle federazioni 2-4 - 1 quarta classificata dalla federazione 1 - promossi dal turno preliminare Est: 1 secondo classificato dalla federazione 5                                                                                     | |
| Play-off                    | Ovest                       | - 1 vincitore della coppa dalla federazione 6 - 3 seconde classificate dalle federazioni 4-5, 12 - 2 quarte classificate dalle federazioni 2, 4 - Detentore AFC Champions League - Detentore Coppa dell'AFC                                                                                                  | |
| Fase a gironi               | Est                         | - 10 campioni dalle federazioni 1-10 (eccetto la Corea del Nord) - 3 vincitori della coppa dalle federazioni 2-4 - 2 seconde classificate dalle federazioni 1-2 - 1 seconda classificata dalla federazione 2 - 1 terza classificata dalla federazione 1 - promosso dai play-off Est: campione federazione 11 | - 3 vincitori del turno play-off Est - 1 vincitore del turno preliminare Est                                                                                        |
| Fase a gironi               | Ovest                       | - 7 campioni dalle federazioni 1-9 (eccetto l'Iran e la Giordania) - 3 vincitori della coppa dalle federazioni 2-4 - 5 seconde classificate dalle federazioni 1-3, 7, 10 - 1 terza classificata dalla federazione 1 - promosso dai play-off Ovest: quarta classificata federazione 1                         | - 3 vincitori del terzo turno Piazzate |
| Fase a eliminazione diretta | Fase a eliminazione diretta | | - 10 vincitori dei gironi nella fase a gruppi - 3 migliori seconde classificate nella fase a gruppi Est - 3 migliori seconde classificate nella fase a gruppi Ovest |

### Ranking delle federazioni
| Rank   | Zona  | Federazione         | Coeff.  | Squadre |
| ------ | ----- | ------------------- | ------- | ------- |
| 1 (1)  | Est   | Cina                | 100,000 | 2       |
| 2 (1)  | Ovest | Qatar               | 97,644  | 4       |
| 3 (2)  | Est   | Giappone            | 93,321  | 4       |
| 4 (2)  | Ovest | Arabia Saudita      | 88,449  | 4       |
| 5 (3)  | Est   | Corea del Sud       | 85,979  | 4       |
| 6 (3)  | Ovest | Iran                | 81,724  | 2       |
| 7 (4)  | Ovest | Emirati Arabi Uniti | 61,870  | 4       |
| 8 (4)  | Est   | Thailandia          | 51,189  | 4       |
| 9 (5)  | Ovest | Iraq                | 48,992  | 2       |
| 10 (6) | Ovest | Uzbekistan          | 45,562  | 2       |
| 11 (5) | Est   | Australia           | 40,896  | 3       |
| 12 (7) | Ovest | Giordania           | 33,852  | 1       |
| 13 (6) | Est   | Filippine           | 32,130  | 2       |
| 14 (7) | Est   | Corea del Nord      | 30,100  | 0       |
| 15 (8) | Ovest | India               | 29,576  | 1       |
| 16 (8) | Est   | Vietnam             | 28,571  | 1       |

| Rank    | Zona  | Federazione  | Coeff. | Squadre |
| ------- | ----- | ------------ | ------ | ------- |
| 17 (9)  | Ovest | Tagikistan   | 28,361 | 1       |
| 18 (9)  | Est   | Malesia      | 26,960 | 1       |
| 19 (10) | Est   | Singapore    | 26,607 | 1       |
| 20 (10) | Ovest | Turkmenistan | 26,532 | 1       |
| 21 (11) | Ovest | Libano       | 24,746 | 0       |
| 22 (12) | Ovest | Siria        | 22,505 | 1       |
| 23 (11) | Est   | Hong Kong    | 19,945 | 1       |
| 24 (13) | Ovest | Bahrain      | 17,749 | 0       |
| 25 (14) | Ovest | Bangladesh   | 16,690 | 0       |
| 26 (15) | Ovest | Maldive      | 14,798 | 0       |
| 27 (12) | Est   | Myanmar      | 12,756 | 0       |
| 28 (13) | Est   | Indonesia    | 12,550 | 0       |
| 29 (16) | Ovest | Oman         | 8,531  | 0       |
| 30 (17) | Ovest | Palestina    | 7,297  | 0       |
| 31 (14) | Est   | Cambogia     | 6,770  | 0       |
| 32 (15) | Est   | Macao        | 5,489  | 0       |

| Rank    | Zona  | Federazione                   | Coeff. | Squadre |
| ------- | ----- | ----------------------------- | ------ | ------- |
| 33 (18) | Ovest | Kirghizistan                  | 5,466  | 0       |
| 34 (19) | Ovest | Kuwait                        | 4,711  | 0       |
| 35 (16) | Est   | Laos                          | 2,241  | 0       |
| 36 (20) | Ovest | Nepal                         | 1,148  | 0       |
| 37 (21) | Ovest | Sri Lanka                     | 0,774  | 0       |
| 38 (22) | Ovest | Bhutan                        | 0,688  | 0       |
| 39 (17) | Est   | Taipei Cinese                 | 0,457  | 0       |
| 40 (18) | Est   | Mongolia                      | 0,274  | 0       |
| 41 (23) | Ovest | Afghanistan                   | 0,206  | 0       |
| 42 (24) | Ovest | Yemen                         | 0,000  | 0       |
| 43 (19) | Est   | Brunei                        | 0,000  | 0       |
| 44 (20) | Est   | Timor Est                     | 0,000  | 0       |
| 45 (21) | Est   | Guam                          | 0,000  | 0       |
| 46 (25) | Ovest | Pakistan                      | 0,000  | 0       |
| 47 (22) | Est   | Isole Marianne Settentrionali | 0,000  | 0       |

### Lista
I club sono ordinati in base al coefficiente AFC della federazione di appartenenza. Accanto ad ogni club è indicata la posizione in classifica nel rispettivo campionato.

## Calendario
| Fase                         | Turno             | Data Sorteggio                          | Andata                                             | Ritorno                                            |
| ---------------------------- | ----------------- | --------------------------------------- | -------------------------------------------------- | -------------------------------------------------- |
| Fase preliminare             | Turno preliminare | Nessun sorteggio                        | 8 marzo 2022                                       | 8 marzo 2022                                       |
| Play-Off                     | Play-off          | Nessun sorteggio                        | 15 marzo 2022                                      | 15 marzo 2022                                      |
| Fase a Gironi                | Prima giornata    | 17 gennaio 2022                         | 15-16 aprile 2022 (E), 7-8 aprile 2022 (O)         | 15-16 aprile 2022 (E), 7-8 aprile 2022 (O)         |
| Fase a Gironi                | Seconda Giornata  | 17 gennaio 2022                         | 18-19 aprile 2022 (E), 10-11 aprile 2022 (O)       | 18-19 aprile 2022 (E), 10-11 aprile 2022 (O)       |
| Fase a Gironi                | Terza Giornata    | 17 gennaio 2022                         | 21-22 aprile 2022 (E), 14-15 aprile 2022 (O)       | 21-22 aprile 2022 (E), 14-15 aprile 2022 (O)       |
| Fase a Gironi                | Quarta Giornata   | 17 gennaio 2022                         | 24-25 aprile 2022 (E), 18-19 aprile 2022 (O)       | 24-25 aprile 2022 (E), 18-19 aprile 2022 (O)       |
| Fase a Gironi                | Quinta Giornata   | 17 gennaio 2022                         | 27-28 aprile 2022 (E), 22-23 aprile 2022 (O)       | 27-28 aprile 2022 (E), 22-23 aprile 2022 (O)       |
| Fase a Gironi                | Sesta Giornata    | 17 gennaio 2022                         | 30 aprile-1 maggio 2022 (E), 26-27 aprile 2022 (O) | 30 aprile-1 maggio 2022 (E), 26-27 aprile 2022 (O) |
| Fase ad Eliminazione Diretta | Ottavi di Finale  | 17 gennaio 2022                         | 18-19 agosto 2022 (E), 19-20 febbraio 2023 (O)     | 18-19 agosto 2022 (E), 19-20 febbraio 2023 (O)     |
| Fase ad Eliminazione Diretta | Quarti di Finale  | 20 agosto 2022 (E) 21 febbraio 2023 (O) | 22 agosto 2022 (E), 23 febbraio 2023 (O)           | 22 agosto 2022 (E), 23 febbraio 2023 (O)           |
| Fase ad Eliminazione Diretta | Semi-Finali       | 20 agosto 2022 (E) 21 febbraio 2023 (O) | 25 agosto 2022 (E), 26 febbraio 2023 (O)           | 25 agosto 2022 (E), 26 febbraio 2023 (O)           |
| Fase ad Eliminazione Diretta | Finale            | 20 agosto 2022 (E) 21 febbraio 2023 (O) | 29 aprile 2023                                     | 6 maggio 2023                                      |

## Fase preliminare
Nella fase a qualificazione, ogni incrocio è disputato in partita singola. I tempi supplementari e i calci di rigore sono usati per decidere il vincitore, se necessario. I vincitori di ogni incrocio dei play-off ottengono la qualificazione per la fase a gironi insieme alle 24 squadre qualificate automaticamente. Tutti i perdenti in ogni turno, che provengono da associazioni con un solo posto nei play-off entrano nella fase a gironi della Coppa dell'AFC 2022.

### Turno preliminare
| Squadra 1         | Risultato      | Squadra 2      |
| Zona Orientale    | Zona Orientale | Zona Orientale |
| ----------------- | -------------- | -------------- |
| Sydney FC         | 5 - 0          | Kaya-Iloilo    |
| Melbourne Victory | n.d.           | Shan Utd       |

### Play-off
| Squadra 1        | Risultato        | Squadra 2         |
| Zona occidentale | Zona occidentale | Zona occidentale  |
| ---------------- | ---------------- | ----------------- |
| Al-Taawoun       | 1 - 1 (5-4 dtr)  | Al Jaish          |
| Baniyas          | 0 - 2            | Nasaf Qarshi      |
| Sharjah          | 1 - 1 (6-5 dtr)  | Al-Zawraa         |
| Zona orientale   |                  |                   |
| Changchun Yatai  | n.d.             | Sydney FC         |
| Vissel Kōbe      | 4 - 3 (dts)      | Melbourne Victory |
| Ulsan HD         | 3 - 0            | Port              |
| Daegu            | 1 - 1 (3-2 dtr)  | Buriram Utd       |

## Fase a gironi

### Girone A
| Squadra   | P.ti | G | V | P | S | GF | GS | DG |
| --------- | ---- | - | - | - | - | -- | -- | -- |
| Al-Hilal  | 13   | 6 | 4 | 1 | 1 | 11 | 5  | +6 |
| Al-Rayyan | 13   | 6 | 4 | 1 | 1 | 10 | 7  | +3 |
| Sharjah   | 5    | 6 | 1 | 2 | 3 | 7  | 11 | -4 |
| Istiklol  | 3    | 6 | 1 | 0 | 5 | 5  | 10 | -5 |

### Girone B
| Squadra           | P.ti | G | V | P | S | GF | GS | DG  |
| ----------------- | ---- | - | - | - | - | -- | -- | --- |
| Al-Shabab         | 16   | 6 | 5 | 1 | 0 | 18 | 1  | +17 |
| Mumbai City       | 7    | 6 | 2 | 1 | 3 | 3  | 11 | -8  |
| Al-Quwa Al-Jawiya | 7    | 6 | 2 | 1 | 3 | 7  | 10 | -3  |
| Al-Jazira         | 4    | 6 | 1 | 1 | 4 | 4  | 10 | -6  |

### Girone C
| Squadra        | P.ti | G | V | P | S | GF | GS | DG |
| -------------- | ---- | - | - | - | - | -- | -- | -- |
| Foolad         | 12   | 6 | 3 | 3 | 0 | 5  | 2  | +3 |
| Shabab Al-Ahli | 10   | 6 | 2 | 4 | 0 | 14 | 7  | +7 |
| Al-Gharafa     | 5    | 6 | 1 | 2 | 3 | 7  | 14 | -7 |
| Ahal           | 4    | 6 | 1 | 1 | 4 | 6  | 9  | -3 |

### Girone D
| Squadra    | P.ti | G | V | P | S | GF | GS | DG |
| ---------- | ---- | - | - | - | - | -- | -- | -- |
| Al-Duhail  | 15   | 6 | 5 | 0 | 1 | 17 | 9  | +8 |
| Al-Taawoun | 7    | 6 | 2 | 1 | 3 | 13 | 12 | +1 |
| Sepahan    | 7    | 6 | 2 | 1 | 3 | 8  | 12 | -4 |
| Paxtakor   | 6    | 6 | 2 | 0 | 4 | 10 | 15 | -5 |

### Girone E
| Squadra      | P.ti | G | V | P | S | GF | GS | DG |
| ------------ | ---- | - | - | - | - | -- | -- | -- |
| Al-Faisaly   | 9    | 6 | 2 | 3 | 1 | 5  | 4  | +1 |
| Nasaf Qarshi | 9    | 6 | 2 | 3 | 1 | 8  | 5  | +3 |
| Al-Sadd      | 7    | 6 | 2 | 1 | 3 | 10 | 11 | -1 |
| Al-Wehdat    | 6    | 6 | 1 | 3 | 2 | 9  | 12 | -3 |

### Girone F
| Squadra           | P.ti | G | V | P | S | GF | GS | DG  |
| ----------------- | ---- | - | - | - | - | -- | -- | --- |
| Daegu             | 13   | 6 | 4 | 1 | 1 | 14 | 4  | +10 |
| Urawa Reds        | 13   | 6 | 4 | 1 | 1 | 20 | 2  | +18 |
| Lion City Sailors | 7    | 6 | 2 | 1 | 3 | 8  | 14 | -6  |
| Shandong Taishan  | 1    | 6 | 0 | 1 | 5 | 2  | 24 | -22 |

### Girone G
| Squadra         | P.ti | G | V | P | S | GF | GS | DG  |
| --------------- | ---- | - | - | - | - | -- | -- | --- |
| BG Pathum Utd   | 12   | 6 | 3 | 3 | 0 | 11 | 2  | +9  |
| Melbourne City  | 12   | 6 | 3 | 3 | 0 | 10 | 3  | +7  |
| Jeonnam Dragons | 8    | 6 | 2 | 2 | 2 | 5  | 5  | 0   |
| United City     | 0    | 6 | 0 | 0 | 6 | 1  | 17 | -16 |

### Girone H
| Squadra            | P.ti | G | V | P | S | GF | GS | DG |
| ------------------ | ---- | - | - | - | - | -- | -- | -- |
| Yokohama F·Marinos | 13   | 6 | 4 | 1 | 1 | 9  | 3  | +6 |
| Jeonbuk Hyundai    | 12   | 6 | 3 | 3 | 0 | 7  | 4  | +3 |
| HAGL               | 5    | 6 | 1 | 2 | 3 | 4  | 7  | -3 |
| Sydney FC          | 2    | 6 | 0 | 2 | 4 | 3  | 9  | -6 |

### Girone I
| Squadra            | P.ti | G | V | P | S | GF | GS | DG  |
| ------------------ | ---- | - | - | - | - | -- | -- | --- |
| Johor Darul Ta'zim | 13   | 6 | 4 | 1 | 1 | 11 | 7  | +4  |
| Kawasaki Frontale  | 11   | 6 | 3 | 2 | 1 | 17 | 4  | +13 |
| Ulsan HD           | 10   | 6 | 3 | 1 | 2 | 14 | 7  | +7  |
| Guangzhou E.       | 0    | 6 | 0 | 0 | 6 | 0  | 24 | -24 |

### Girone J
| Squadra          | P.ti    | G | V | P | S | GF | GS | DG |
| ---------------- | ------- | - | - | - | - | -- | -- | -- |
| Vissel Kōbe      | 8       | 4 | 2 | 2 | 0 | 10 | 3  | +7 |
| Kitchee          | 7       | 4 | 2 | 1 | 1 | 7  | 6  | +1 |
| Chiangrai Utd    | 1       | 4 | 0 | 1 | 3 | 2  | 10 | -8 |
| Shanghai Haigang | Esclusa |   |   |   |   |    |    |    |

### Raffronto tra le seconde classificate

#### Asia occidentale
| Squadra        | Pt | G | V | N | P | GF | GS | DR | Gruppo |
| -------------- | -- | - | - | - | - | -- | -- | -- | ------ |
| Al-Rayyan      | 13 | 6 | 4 | 1 | 1 | 10 | 7  | +3 | A      |
| Shabab Al-Ahli | 10 | 6 | 2 | 4 | 0 | 14 | 7  | +7 | C      |
| Nasaf Qarshi   | 9  | 6 | 2 | 3 | 1 | 8  | 5  | +3 | E      |
| Al-Taawoun     | 7  | 6 | 2 | 1 | 3 | 13 | 12 | +1 | D      |
| Mumbai City    | 7  | 6 | 2 | 1 | 3 | 3  | 11 | -8 | B      |

#### Asia orientale[11]
| Squadra           | Pt | G | V | N | P | GF | GS | DR | Gruppo |
| ----------------- | -- | - | - | - | - | -- | -- | -- | ------ |
| Jeonbuk Hyundai   | 8  | 4 | 2 | 2 | 0 | 4  | 2  | +2 | H      |
| Urawa Reds        | 7  | 4 | 2 | 1 | 1 | 10 | 2  | +8 | F      |
| Kitchee           | 7  | 4 | 2 | 1 | 1 | 7  | 6  | +1 | J      |
| Melbourne City    | 6  | 4 | 1 | 3 | 0 | 4  | 3  | +1 | G      |
| Kawasaki Frontale | 5  | 4 | 1 | 2 | 1 | 8  | 4  | +4 | I      |

## Fase a eliminazione diretta

### Ottavi di finale
| Squadra 1          | Risultato        | Squadra 2          |                  |                  |
| Asia Occidentale   | Asia Occidentale | Asia Occidentale   | Asia Occidentale | Asia Occidentale |
| ------------------ | ---------------- | ------------------ | ---------------- | ---------------- |
| Al-Hilal           | 3 - 1            | Shabab Al-Ahli     |                  |                  |
| Al-Shabab          | 2 - 0            | Nasaf Qarshi       |                  |                  |
| Al-Duhail          | 1 - 1 (7-6 dtr)  | Al-Rayyan          |                  |                  |
| Al-Faisaly         | 0 - 1            | Foolad             |                  |                  |
| Asia Orientale     |                  |                    |                  |                  |
| Daegu              | 1 - 2 (dts)      | Jeonbuk Hyundai    |                  |                  |
| BG Pathum Utd      | 4 - 0            | Kitchee            |                  |                  |
| Johor Darul Ta'zim | 0 - 5            | Urawa Reds         |                  |                  |
| Vissel Kōbe        | 3 - 2            | Yokohama F·Marinos |                  |                  |

### Quarti di finale
| Squadra 1        | Risultato        | Squadra 2        |                  |                  |
| Asia Occidentale | Asia Occidentale | Asia Occidentale | Asia Occidentale | Asia Occidentale |
| ---------------- | ---------------- | ---------------- | ---------------- | ---------------- |
| Al-Duhail        | 2 - 1            | Al-Shabab        |                  |                  |
| Foolad           | 0 - 1            | Al-Hilal         |                  |                  |
| Asia Orientale   |                  |                  |                  |                  |
| Vissel Kōbe      | 1 - 3 (dts)      | Jeonbuk Hyundai  |                  |                  |
| Urawa Reds       | 4 - 0            | BG Pathum Utd    |                  |                  |

### Semifinali
| Squadra 1        | Risultato        | Squadra 2        |                  |                  |
| Asia Occidentale | Asia Occidentale | Asia Occidentale | Asia Occidentale | Asia Occidentale |
| ---------------- | ---------------- | ---------------- | ---------------- | ---------------- |
| Al-Duhail        | 0 - 7            | Al-Hilal         |                  |                  |
| Asia Orientale   |                  |                  |                  |                  |
| Jeonbuk Hyundai  | 2 - 2 (1-3 dtr)  | Urawa Reds       |                  |                  |

### Finale
| Squadra 1 | Totale | Squadra 2  | Andata | Ritorno |
| --------- | ------ | ---------- | ------ | ------- |
| Al-Hilal  | 1 - 2  | Urawa Reds | 1 - 1  | 0 - 1   |

| Arbitro: | Al-Kaf |

|                   |           |            |
| S. Al-Dawsari 13’ | Marcatori | 53’ Kōroki |

| Arbitro: | Ma |

|                     |           |  |
| Carrillo 48’ (aut.) | Marcatori |  |

## Statistiche

### Classifica marcatori
| Gol |  |  | Giocatore             | Squadra            |
| --- |  |  | --------------------- | ------------------ |
| 8   |  |  | Edmilson Junior       | Al-Duhail          |
| 7   |  |  | Odion Ighalo          | Al-Hilal           |
| 7   |  |  | Zeca                  | Daegu              |
| 6   |  |  | Bergson               | Johor Darul Ta'zim |
| 6   |  |  | Yūsuke Matsuo         | Urawa Reds         |
| 6   |  |  | Michael Olunga        | Al-Duhail          |
| 5   |  |  | Carlos                | Al-Shabab          |
| 5   |  |  | Federico Cartabia     | Shabab Al-Ahli     |
| 5   |  |  | David Moberg Karlsson | Urawa Reds         |
| 4   |  |  | Salem Al-Dawsari      | Al-Hilal           |
| 4   |  |  | Arslanmyrat Amanow    | Ahal               |
| 4   |  |  | Yohan Boli            | Al-Rayyan          |
| 4   |  |  | Kasper Junker         | Urawa Reds         |
| 4   |  |  | Yū Kobayashi          | Kawasaki Frontale  |